# Volutopsius regularis
Volutopsius regularis är en snäckart som först beskrevs av Dall 1873.  Volutopsius regularis ingår i släktet Volutopsius och familjen valthornssnäckor. Inga underarter finns listade i Catalogue of Life.